# Károlyi Árpád (történész)
Károlyi Árpád vagy Árpád von Károlyi (Pest, 1853. október 7. – Budapest, 1940. október 26.) 1875 és 1933 között Ausztriában élő és tevékenykedő magyar történész, levéltáros, a Magyar Tudományos Akadémia rendes, majd tiszteleti tagja. Jelentős eredményeket ért el a 16–17., valamint a 19. századi magyar és erdélyi történelemre vonatkozó bécsi levéltári források feltárásában és közreadásában. 1909 és 1913 között a bécsi Házi, Udvari és Állami Levéltár, 1920 és 1928 között a Bécsi Magyar Történeti Intézet igazgatója volt.
Károlyi István (1806–1859) gyermekkönyvíró, pedagógus, jogász fia.

## Életútja
A nagykőrösi gimnázium elvégzése után, 1871 és 1875 között jogi tanulmányokat folytatott a Pesti (1873-tól Budapesti) Tudományegyetemen. Ezt követően 1875-től 1877-ig ösztöndíjjal történelmi, oklevéltani és paleográfiai előadásokat hallgatott a bécsi Osztrák Történetkutató Intézetben (Institut für Österreichische Geschichtsforschung). 1877-től a bécsi Házi, Udvari és Állami Levéltárban (Haus-, Hof- und Staatsarchiv) alkalmazták tisztviselőként, ezzel párhuzamosan 1880-tól a Budapesti Tudományegyetemen oktatott a 16. századi magyar történelem magántanáraként. 1893-ban ez utóbbi egyetemről kapott felkérést a Salamon Ferenc halálával megüresedett magyar történelmi tanszék vezetésére, de ugyanekkor nevezték ki osztálytanácsosi rangban a bécsi levéltár második aligazgatójává, így az egyetemi katedráról lemondott. 1897-től levéltári első aligazgatóként tevékenykedett Bécsben, 1907 után udvari és miniszteri tanácsosi rangban. 1909-től 1913-as nyugdíjba vonulásáig a bécsi levéltár igazgatói feladatait látta el. 1920 és 1928 között az általa szervezett Bécsi Magyar Történeti Intézet első igazgatója volt, 1924-től címzetes államtitkári rangban. 1933-ban végleg hazatelepült Budapestre.

## Munkássága
Történészi munkássága a korábban ismeretlen, Bécsben őrzött magyar vonatkozású levéltári források felkutatására irányult. Módszeres tanulmányaiban konzervatív, pozitivista felfogással dolgozta fel a Magyar Királyság és az Erdélyi Fejedelemség kora újkori, 16–17. századi történelmének több kérdését, a török- és Habsburg-ellenes küzdelmek múltját. Egyebek mellett behatóan foglalkozott a mohácsi csatavesztést követő 1526–1538-as belháborúval, I. Ferdinánd 1542. évi hadjáratával, a Bocskai-féle 1604–1606. évi felkeléssel, Budavár 1686-os visszavívásával, a korabeli abszolutista hatalmi politikára jellemző hűtlenségi perekkel és a magyar rendi alkotmány 1673-as felfüggesztésével. Közreadta a korszak több jeles alakjának – például Fráter György és Nádasdy Tamás – levelezését, naplóját vagy a forrásokból kibontakozó életrajzi részleteit. Akadémiai székfoglalói témájául is a korai újkor magyarországi és erdélyi köztörténelme szolgált (Illésházy István hűtlenségi pöre, 1881; Bocskay szerepe a történetben, 1898).
A bécsi levéltárakban található kamarai iratanyagok 1919. évi hozzáférhetővé tételét követően érdeklődése a 19. századi magyar történelem felé fordult, behatóan foglalkozott Széchenyi István és Batthyány Lajos államférfiúi tevékenységével, a szabadságharc jog- és alkotmánytörténeti vonatkozásaival.
Levéltárosként jelentős eredményei közé tartozott a bécsi udvari levéltár anyagának rendezése. Neki köszönhetően alkalmaztak a bécsi levéltárban több fiatal magyar történészt, akik személyes irányítása alatt, alapos forrásismerettel felvértezve indultak el a tudományos pályán (pl. Szekfű Gyula és Eckhart Ferenc).
Könyvei és forráskiadványai mellett rendszeresen jelentkezett történelmi tanulmányokkal a Századok, a Budapesti Szemle és a Történeti Tár lapjain. 1885 és 1917 között az ő szerkesztésében jelent meg a Magyar országgyűlési emlékek kilenc kötete, 1931 és 1935 között a Bécsi Magyar Történeti Intézet Évkönyvét szerkesztette.

## Társasági tagságai és elismerései
1880-ban a Magyar Tudományos Akadémia levelező, 1889-ben rendes tagjává választották, 1925-ben a tiszteleti tagok sorába emelték. 1910-től az Osztrák Tudományos Akadémia külföldi levelező, 1917-től a Magyar Történelmi Társulat tiszteleti tagja volt.
Tudományos munkáiért két ízben, 1888-ban és 1902-ben is elnyerte a Magyar Tudományos Akadémia (MTA) Marczibányi-jutalmát, 1933-ban pedig az MTA nagyjutalmát. 1930-ban a Corvin-koszorú, 1937-ben a Corvin-lánc kitüntetettje volt.

## Főbb művei
- Adalék a nagyváradi béke s az 1536–1538. évek történetéhez. Budapest, Athenaeum, 1879, 232 p.
- A Dobó-Balassa-féle összeesküvés történetéhez 1569–72. Budapest, Athenaeum, 1879, 124 p. REAL-EOD
- A német birodalom nagy hadi vállalata Magyarországon 1542-ben. Budapest, Athenaeum, 1880, 206 p.
- Fráter György levelezése 1535–1551. Budapest, 1881, 350 p. REAL-EOD
- Nádasdy Tamás nádor családi levelezése. Szerk. Dr. Károlyi Árpád és Dr. Szalay József. Budapest, Magyar Tudományos Akadémia, 1882, 260 p. Online
- Illésházy István hütlenségi pöre. Budapest, Magyar Tudományos Akadémia, 1883, 216 p. (Első akadémiai székfoglalója) REAL-EOD
- A magyar alkotmány felfüggesztése 1673-ban. Budapest, Magyar Tudományos Akadémia, 1883. REAL-EOD
- Buda és Pest visszavívása 1686-ban. Budapest, Hornyánszky, 1886, 440 p. 1, 2, 3
- A huszonkettedik artikulus. (Az 1604 : XXII. törvényczikk.) Budapest, Franklin, 1889, 51 p. Online
- Adalékok Frigyes császár és Mátyás király viszályai történetéhez. Budapest, Athenaeum, 1892, 84 p.
- Bihácsvidéki bevándorló «vlachok» és czímerök a XVI. század végéről. Budapest, 1892.
- A vallás-szabadság ügye a korponai gyűlésen, 1605. Budapest, 1894, 44 p.
- A korponai országgyűlés 1605-ben: Köz- és alkotmánytörténeti tanulmány. Budapest, Athenaeum, 1895, 226 p.
- Bocskay szerepe a történetben. Budapest, Hornyánszky, 1898, 16 p. (Második akadémiai székfoglalója)
- A kiegyezés ügye a kassai országgyűlésen 1606. tavaszán. Budapest, Pfeifer, 1899, 208 p. Online
- Bocskay és a bécsi béke: Bocskay István fejedelemre és korára vonatkozó egykorú emlékek. Budapest, Athenaeum, 1907, 42 p.
- Gr. Széchenyi István döblingi irodalmi hagyatéka I–II. Szerkesztette és bevezetéssel ellátta Károlyi Árpád. Budapest, Magyar Történelmi Társulat, 1921–1922. Első kötet Második kötet
- Magyarország társjoga az udvari kincstár javaihoz és az uralkodócsalád hitbizományi javaihoz, történeti és számszerű hivatalos adatok világánál. Budapest, Állami, 1922, 46 p.
- Néhány történelmi tanulmány. Budapest, Magyar Tudományos Akadémia, 1930, 517 p. REAL-EOD (A Magyar Tudományos Akadémia Könyvkiadó Vállalata)
- Németújvári gróf Batthyány Lajos első magyar miniszterelnök főbenjáró pöre I–II. Szerk. Károlyi Árpád. Budapest, Magyar Történelmi Társulat, 1932. REAL-EOD
- Az 1848-diki pozsonyi törvénycikkek az Udvar előtt. Budapest, Magyar Történelmi Társulat, 1936, 374 p.

## További irodalom
- Bittner Lajos: Károlyi Árpád, a levéltárnok. in: Levéltári Közlemények 1933
- Emlékkönyv Károlyi Árpád születése nyolcvanadik fordulójának ünnepére; Sárkány Ny., Bp., 1933
- Szekfű Gyula: Károlyi Árpád, a történetíró. in: Károlyi Árpád emlékkönyv. Budapest, 1933
- Domanovszky Sándor: Károlyi Árpád. in: Századok 1940
- Eckhart Ferenc: Károlyi Árpád. in: Magyar Szemle 1940
- Horánszky Lajos: Magyarok Bécsben. Károlyi Árpád és Thallóczy Lajos köre; Thallóczy Lajos Társaság, Bp., 1941 (A Thallóczy Lajos Társaság kiadványai)
- Angyal Dávid: Károlyi Árpád emlékezete. Budapest, 1943
- Károlyi Árpád iratgyűjteménye a protestáns egyháztörténethez a Haus-, Hof- und Staatsarchivban. Szerk. Fazekas István. Budapest, 1999
- Szilágyi Ágnes Judit: Érdekes személyiségek, emlékezetes viták a magyar történetírásban, 27 történészportré, Budapest, Palatinus, 2007
- Waktor Andrea: "Kegyelmes Büzérnagy!... Én ábrándozom a bécsi szép napokról"